# Buriganga

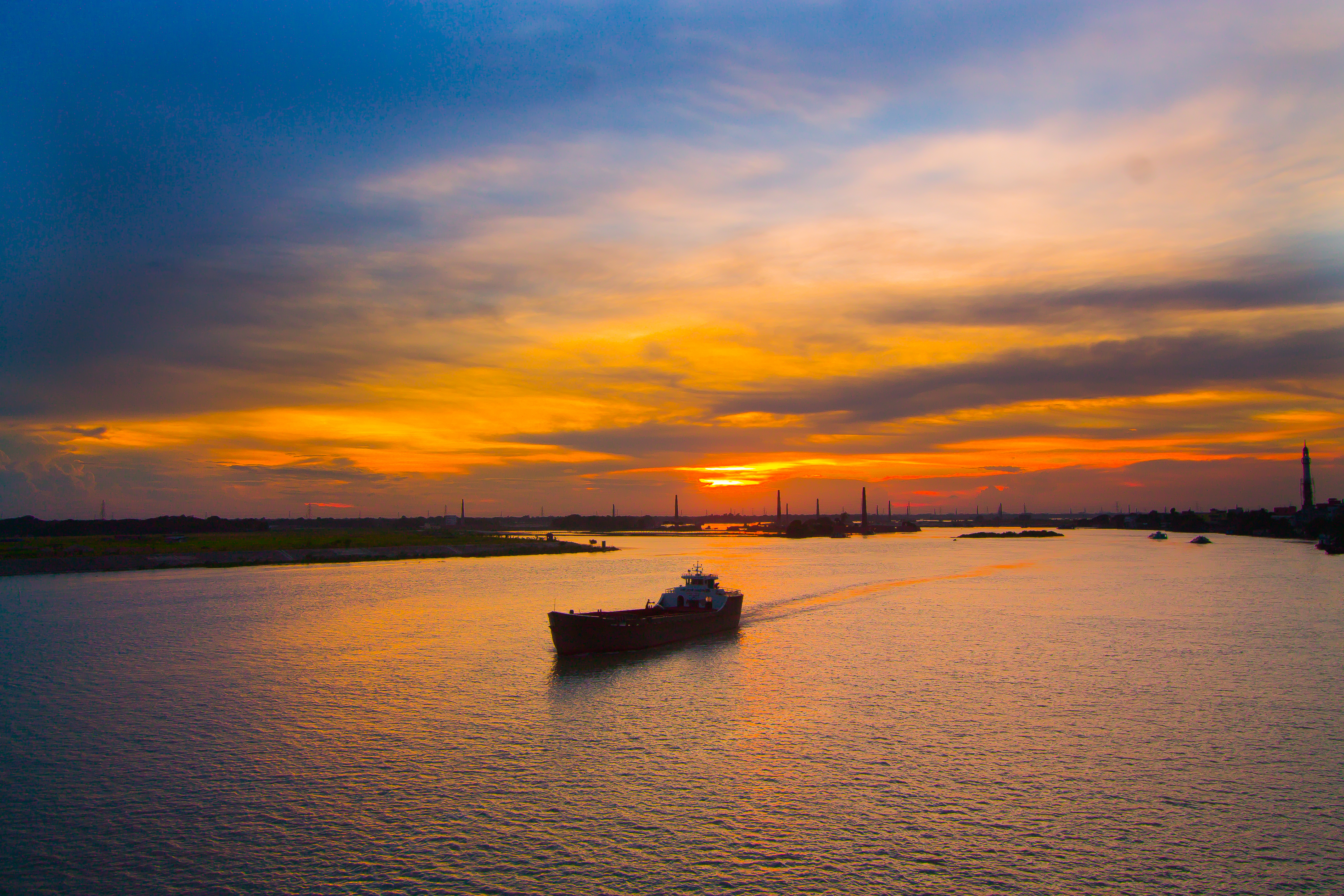
Fiume Buriganga a Sadarghat

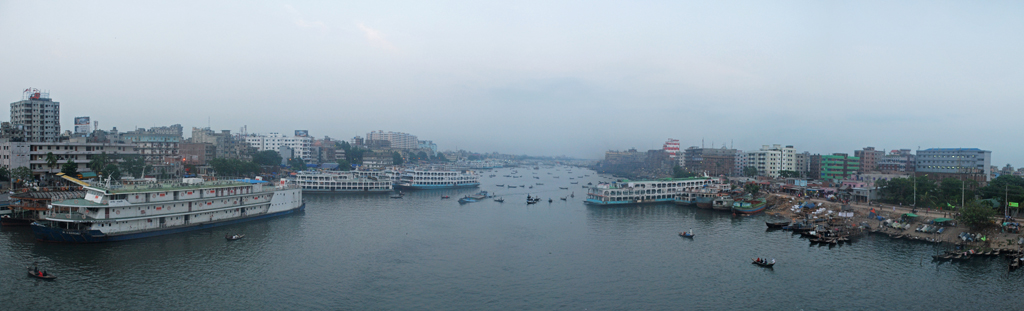
Buriganga a Dacca

Il fiume Buriganga  (in bengali বুড়িগঙ্গা, Buŗigônga, "Vecchio Gange") è un fiume che scorre nella periferia sud-ovest della città di Dacca in Bangladesh. Ha una profondità media di 7,6 metri e la sua massima profondità è di 18 metri.
A causa del fatto che scorre in un grosso agglomerato urbano, è soggetto ad un intenso inquinamento, ed è considerato uno dei fiumi più inquinati del Paese, con livelli di inquinamento tali da averlo ridotto ad un "fiume morto".